# Dryopteris shorapanensis
Dryopteris shorapanensis är en träjonväxtart som beskrevs av Askerov. Dryopteris shorapanensis ingår i släktet Dryopteris och familjen Dryopteridaceae. Inga underarter finns listade.